# Sutton in Ashfield
Sutton in Ashfield – miasto w Wielkiej Brytanii, w Anglii, w hrabstwie Nottinghamshire, w dystrykcie Ashfield. W 2001 r. miasto to zamieszkiwało 41 951 osób.
W mieście rozwinął się przemysł włókienniczy oraz materiałów budowlanych.